# (8596) Alchata
(8596) Alchata (1298 T-2) – planetoida z pasa głównego asteroid okrążająca Słońce w ciągu 3,31 lat w średniej odległości 2,22  au. Odkryta 29 września 1973 roku.